# 蔡亚河畔新锡德尔
蔡亚河畔新锡德尔是奥地利下奥地利州根瑟恩多夫县的一个市镇。总面积17.58平方公里，总人口1243人，人口密度70.7人/平方公里（2005年）。